# Computer-Flohmarkt

Jahrgang 1989 des Computer-Flohmarkts, vorn die Erstausgabe

Der Computer-Flohmarkt (kurz CF) war in den 1990er Jahren ein populäres deutschsprachiges Kleinanzeigenblatt zum Thema Computer. Herausgeber war der Verlag Thomas Eberle in Maulbronn.

## Konzept
Der CF verstand sich als „Computerzeitschrift für kostenlose Kleinanzeigen“. Er erschien in zweimonatlichem Turnus und war – kleinanzeigentypisch – in Rubriken untergliedert, die hauptsächlich Computerthemen abdeckten. Das Blatt war grob nach Computersystemen und -plattformen untergliedert. Innerhalb einer Plattform gab es wiederum Rubriken für Kauf- und Verkaufsanzeigen und Diskussionsforen zum Erfahrungsaustausch. In diesen Foren konnten Leser private Mitteilungen und Fragen – im Stil von Usenet-Newsgroups oder Webforen – veröffentlichen und mit anderen Lesern diskutieren.
Im Gegensatz zu üblichen, eher regional verbreiteten Anzeigenblättern wurde der CF als Fach-Offertenblatt bundesweit vertrieben. Private Inserate waren gratis, geschäftliche Anzeigen wurden gegen Gebühr geschaltet und mit dem Buchstaben G gekennzeichnet. Eine typische Ausgabe des Blattes bot Platz für mehrere tausend Kleinanzeigen.

## Schreibkultur
Auf den ersten Blick scheint das Format des Computer-Flohmarktes für den Austausch privater Mitteilungen ungeeignet. Dies gilt im Besonderen für die Führung Usenet-artiger Diskussionen – die Wartezeit zwischen einem „Posting“ und der Antwort des Adressaten betrug zwischen zwei und vier Monaten. Aus der Beschränkung auf wenige Zeilen ergab sich zudem die Notwendigkeit, Anzeigen im Telegrammstil zu verfassen.
Formatbedingt fehlte auch wichtige Meta-Information wie der Absender einer Mitteilung. Die Leserschaft behalf sich damit, Beiträge mit einem Nickname (im Leserjargon Pseudonym, kurz Pseudo) zu versehen.
Trotz dieser Mängel fand das Format in der Leserschaft regen Zuspruch. Der Diskussionsstil war in der Regel knapp und pointiert, aber meist freundschaftlich. Das Konzept führte rasch zur Bildung einer aktiven Offline-Community. Dies trug auch zu Weiterentwicklung und Erhalt des Szene-Gedankens bei.

### Leser und Setzer
Ein Kuriosum war die Beteiligung der im Verlag angestellten Schriftsetzer an einzelnen Diskussionen. Deren Aufgabe bestand darin, die meist handschriftlich per Post eingereichten Kleinanzeigen in das Redaktionssystem einzupflegen. Einige der Säzzer (Leserjargon) waren der Leserschaft namentlich bekannt und wurden schnell in die Community integriert.
Dabei beeinflussten sie den Diskussionsverlauf durch sporadische Kommentare, allerdings auch durch Zensur einzelner Mitteilungen, wenn diese den Gegenstand der Rubrik verfehlten oder strafrechtlich relevant waren.
Mitte der 1990er Jahre wurde die Erfassung der Anzeigen durch Einführung einer Erfassungssoftware teilautomatisiert. Diese wurde zum Selbstkostenpreis an interessierte Leser verschickt und ermöglichte ihnen, ihre Anzis (Leserjargon) auf Diskette per Post einzureichen.

### Die „Tanja-Briefe“
In der EDV-Welt der 1990er Jahre nahm die Relevanz von Urheberrechtsverstößen stark zu. Im Computer-Flohmarkt äußerte sich dies bald auf skurrile Art und Weise. Einige Softwarefirmen vermuteten Umsatzrückgänge durch illegale Kopien von Software und beauftragten den Rechtsanwalt Günter Freiherr von Gravenreuth, gegen illegalen Softwaretausch vorzugehen.
Freiherr von Gravenreuth engagierte daraufhin mehrere Testbesteller, die den CF und andere Zeitschriften nach verdächtigen Anzeigen durchsuchen sollten. Die Testbesteller verschickten dann sporadisch Lockbriefe per Post an die Inserenten. Darin gaben sie sich – unter wechselnden falschen Namen wie „Tanja Nolte-Berndel“ – als weiblicher Teenager aus und baten um Zusendung bestimmter Computerprogramme. Ging man darauf ein, erhielt man kurze Zeit später eine Abmahnung mit strafbewehrter Unterlassungserklärung.
In einigen Fällen erwirkte Freiherr von Gravenreuth vor Gericht auch die Anordnung von Hausdurchsuchungen bei CF-Lesern.

## Einstellung der Zeitschrift
Im Lauf der Jahre verlor der Computer-Flohmarkt an Bedeutung, während die Nutzung von Onlinediensten und des Internets zunahm. Im Jahr 1999 stellte der Eberle-Verlag den Vertrieb des CF ein. Die Rechte am Markennamen wurden an den Verlag Dr. Heide & Partner GmbH übertragen.
Der neue Verlag kündigte bald an, den Computer-Flohmarkt wieder auferstehen zu lassen. Im Jahr 2000 erschien die erste neue Ausgabe, enttäuschte aber den Großteil der Leserschaft der ersten Stunde. Dies lag nicht nur an radikalen konzeptionellen Änderungen, sondern auch an qualitativen Mängeln in Inhalt und Erscheinungsbild. Mitte 2001 gab es ein kurzes Joint Venture zwischen dem CF und der GO64!, einem Printmagazin rund um die Commodore-Familie. Beide Magazine wurden im zweimonatlichen Rhythmus zusammen produziert. Diese Doppelausgabe brachte den Vorteil für das Abomagazin GO64!, nun auch am Kiosk erhältlich zu sein. Nach Auflösung der Kooperative verschwand die Zeitschrift CF endgültig vom Markt.

## Ableger
Der Thomas-Eberle-Verlag gab auch zwei Ableger des CF heraus: Die C64-Zeitschrift Brotkasten Live und die PC-Zeitschrift PC-Heimwerker. Diese Zeitschriften enthielten im Gegensatz zum CF keine Kleinanzeigen, sondern waren reine Foren.
Beim PC-Heimwerker wurde nach einiger Zeit der Versuch gestartet, die Ausgaben in digitaler Form per Diskette zu vertreiben. Dazu wurden die Texte in dBase-III-Dateien gespeichert und konnten mit Hilfe eines Programms mit grafischer Oberfläche angezeigt werden.
Beide Zeitschriften wurden nach einigen Ausgaben wieder eingestellt, weil der kommerzielle Erfolg ausblieb.
Eine weitere Zeitschrift, die im Thomas-Eberle-Verlag erschien, war die von Konzept und Aufmachung her sehr ähnliche Musik-Flohmarkt.

## Verschiedenes
- Aus typographischen Gründen wurde der Name der Zeitschrift auf der Titelseite ohne Bindestrich gesetzt.
- Der Verkaufspreis für ein Exemplar des CF lag anfangs bei 4 DM, zuletzt bei 7 DM.[4]
- Der CF positionierte sich – nicht zuletzt durch seine Erscheinungsweise – als Zeitschrift. Trotzdem ist er aufgrund von Erscheinungsbild, Drucktechnik und Papierqualität eher als Hybrid aus Zeitung und Zeitschrift anzusehen.
- In der Rubrik zur Diskussion der Handheld-Spielkonsole Game Boy etablierte sich der scherzhafte Brauch, Meldungen mit Tipps, Tricks und Cheats zu fiktiven, nicht existierenden Spielen zu veröffentlichen.